# Област Хигашиусуки
Област Хигашиусуки (東臼杵郡 Higashiusuki-gun) се налази у префектури Мијазаки, Јапан. 
2003. године, у области Хигашиусуки живело је 31.269 становника и густину насељености од 24,18 становника по км². Укупна површина је 1.292,99 км².

## Вароши и села
- Кадогава
- Мисато
- Мороцука
- Шиба

## Спајања
- Од 1. јануара 2006. села Китаго, Нанго и Саиго спојили су се и формирали нову варош Мисато.
- 20. фебруара 2006. године, вароши Китаката и Китаура спојене су у проширени град Нобеока.
- 25. фебруара 2006. године варош Того спојена је у проширени град Хјуга.
- 31. марта 2007. године варош Китагава спојена је у проширени град Нобеока.